# Natsuki Kizu
Natsuki Kizu (キヅナツキ, Kizu Natsuki, nacida el 14 de julio de 1992) es una mangaka japonesa. Es principalmente conocida por su serie de manga shōnen-ai, Given.

## Carrera
Como muchas mangakas populares de shōnen-ai y yaoi, Natsuki Kizu empezó su carrera como artista de doujinshi. Ganó reconocimiento local vendiendo sus obras y fan art de Hetalia, Kuroko no Basuke y Haikyū!! bajo el nombre de Gusari en eventos como Comic Market.
En 2013, Kizu Natsuki hizo su debut en la industria del manga con Yukimura-sensei to Kei-kun, seguida por su obra más exitosa, Given, que ha sido adaptada en CDs de drama y una serie de televisión animada. En 2014, publicó una colección de historias cortas titulada Links.

## Obras
- Yukimura-sensei to Kei-kun (雪村せんせいとケイくん) (2013, finalizada)[5]
- Links (リンクス) (2014, finalizada)[6]
- Given (ギヴン) (2013, presente)[7]